# Kujtime Kurbogaj
Kujtime Kurbogaj (ur. 26 listopada 1996 w Szwecji) – szwedzka piłkarka pochodzenia albańskiego, w 2014 roku dołączyła do reprezentacji Albanii.